# Jessye Norman
Jessye Norman (født 15. september 1945 i Augusta, Georgia, død 30. september 2019) var en amerikansk operasanger (sopran).
Norman var en af Metropolitans ledende sangere i 1980'erne og 1990'erne, i særdeleshed anerkendt for sine store roller i operaer af Richard Wagner og Richard Strauss samt endda franske højromantiske partier. Hun var også meget respekteret romancesanger samt en af tidens bedste fortolkere af Purcells Dido i Dido og Aeneas. Jessye Normans artisteri kendetegnes også af et højkvalitativt skuespilleri. Hun havde også en stærk forkærlighed for spirituals, hvilket gjorde hende til en af USA's mest folkekære sangere.